# Chevrolet Beretta
Beretta é um coupé compacto da Chevrolet.

## Curiosidades
- O carro do jogo Daytona USA possui um estilo próximo ao do Chevrolet Beretta, apesar deste nunca ter disputado a categoria Nascar.